# 트레이 캐스틸

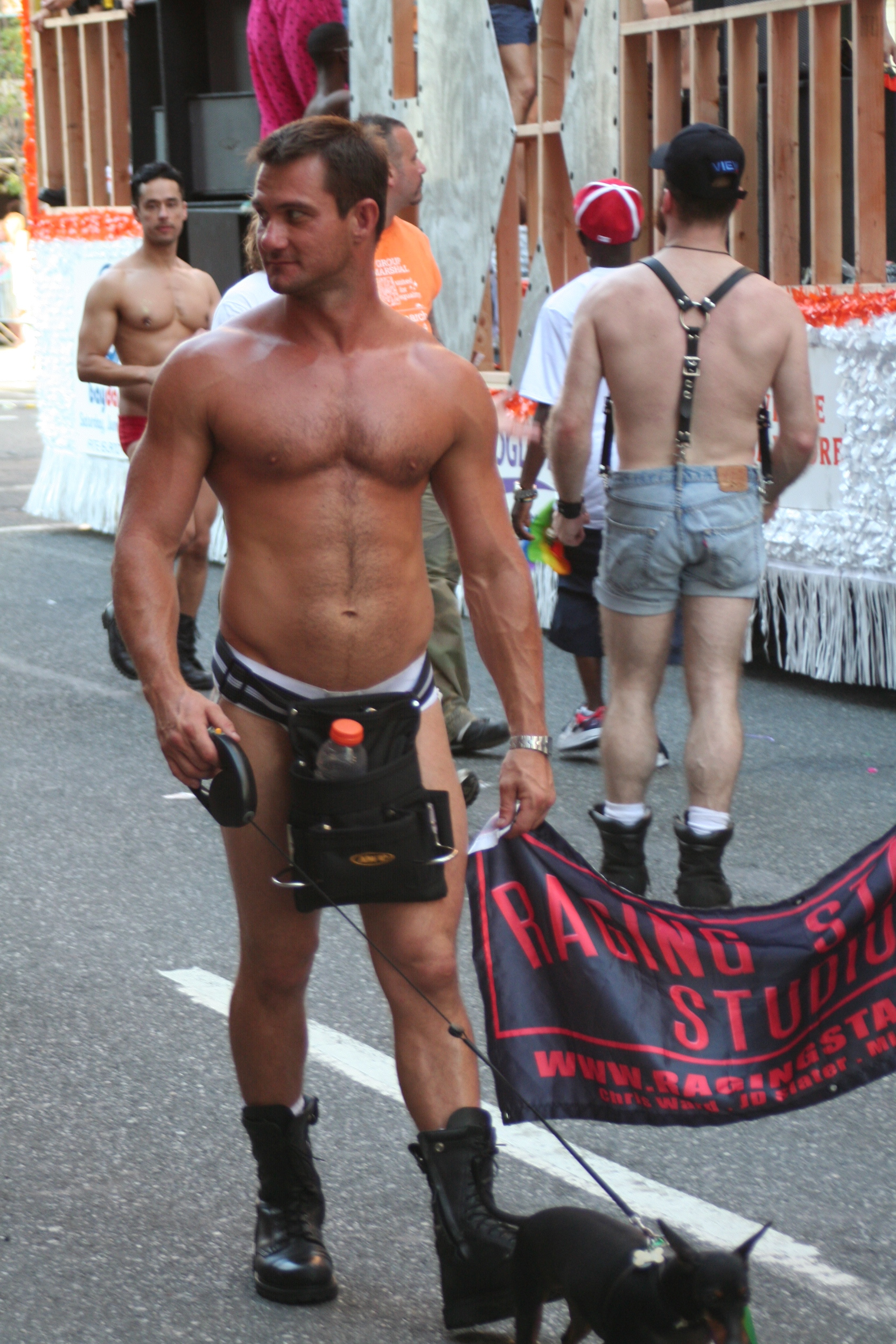
트레이 캐스틸

트레이 캐스틸(Trey Casteel, 1974년 1월 1일 ~ )은 미국의 게이 포르노의 배우이다.